# Désiree Hamelink
Désiree Hamelink (* 19. September 1981) ist eine niederländische Schachspielerin.

## Erfolge
Mit der niederländischen Frauennationalmannschaft nahm sie jeweils als Reservespielerin an der Schacholympiade 2002 und an der Mannschaftseuropameisterschaft 2005 teil. Vereinsschach spielt sie in den Niederlanden für die Schaakvereniging Spijkenisse aus Südholland, bei der sie auch Schachtraining gibt. In der britischen 4NCL spielte sie von 2004 bis 2007 für 3Cs Oldham (bis 2005 3Cs Numerica) und in Belgien für die zweite Mannschaft von Bredene. In der deutschen 2. Frauenbundesliga spielte sie für den Essener Verein Weiße Dame Borbeck.
Seit November 2002 trägt sie den Titel Internationaler Meister der Frauen (WIM). Die erste Norm hierfür erzielte sie bei der niederländischen Fraueneinzelmeisterschaft 2002 in Leeuwarden, bei der sie Dritte wurde. Im Januar 2015 liegt sie auf dem elften Platz der niederländischen Elo-Rangliste der Frauen.
|   | a | b | c | d | e | f | g | h |   |
| 8 |   |   |   |   |   |   |   |   | 8 |
| 7 |   |   |   |   |   |   |   |   | 7 |
| 6 |   |   |   |   |   |   |   |   | 6 |
| 5 |   |   |   |   |   |   |   |   | 5 |
| 4 |   |   |   |   |   |   |   |   | 4 |
| 3 |   |   |   |   |   |   |   |   | 3 |
| 2 |   |   |   |   |   |   |   |   | 2 |
| 1 |   |   |   |   |   |   |   |   | 1 |
|   | a | b | c | d | e | f | g | h |   |

Bei der Offenen Niederländischen Meisterschaft 2004 in Dieren, Gelderland gewann sie in der ersten Runde gegen den fast 500 Elo-Punkte stärkeren Großmeister Sergey Tiviakov durch einen vieldiskutierten Patzer des Russen im 42. Zug, der die Partie einzügig verlor. Danach gewann Tiviakov alle Partien und konnte das Turnier noch gewinnen.